# Nueva Zelanda en los Juegos Olímpicos de Amberes 1920
Nueva Zelanda estuvo representada en los Juegos Olímpicos de Amberes 1920 por un total de 4 deportistas que compitieron en 3 deportes.  
El portador de la bandera en la ceremonia de apertura fue el atleta Harry Wilson.

## Medallistas
El equipo olímpico neozelandés obtuvo las siguientes medallas:
| Nombre         | Deporte | Competición        |
| -------------- | ------- | ------------------ |
| Oro            |         |                    |
| —              |         |                    |
| Plata          |         |                    |
| —              |         |                    |
| Bronce         |         |                    |
| Darcy Hadfield | Remo    | Scull ind. (M1x) M |